# Jelšovec
Jelšovec, ungarisch Jelsőc ist eine Gemeinde im Süden der Slowakei mit 303 Einwohnern (Stand 31. Dezember 2024). Sie gehört zum Okres Lučenec, einem Kreis des Banskobystrický kraj, und ist zugleich Teil der traditionellen Landschaft Novohrad.

## Geographie

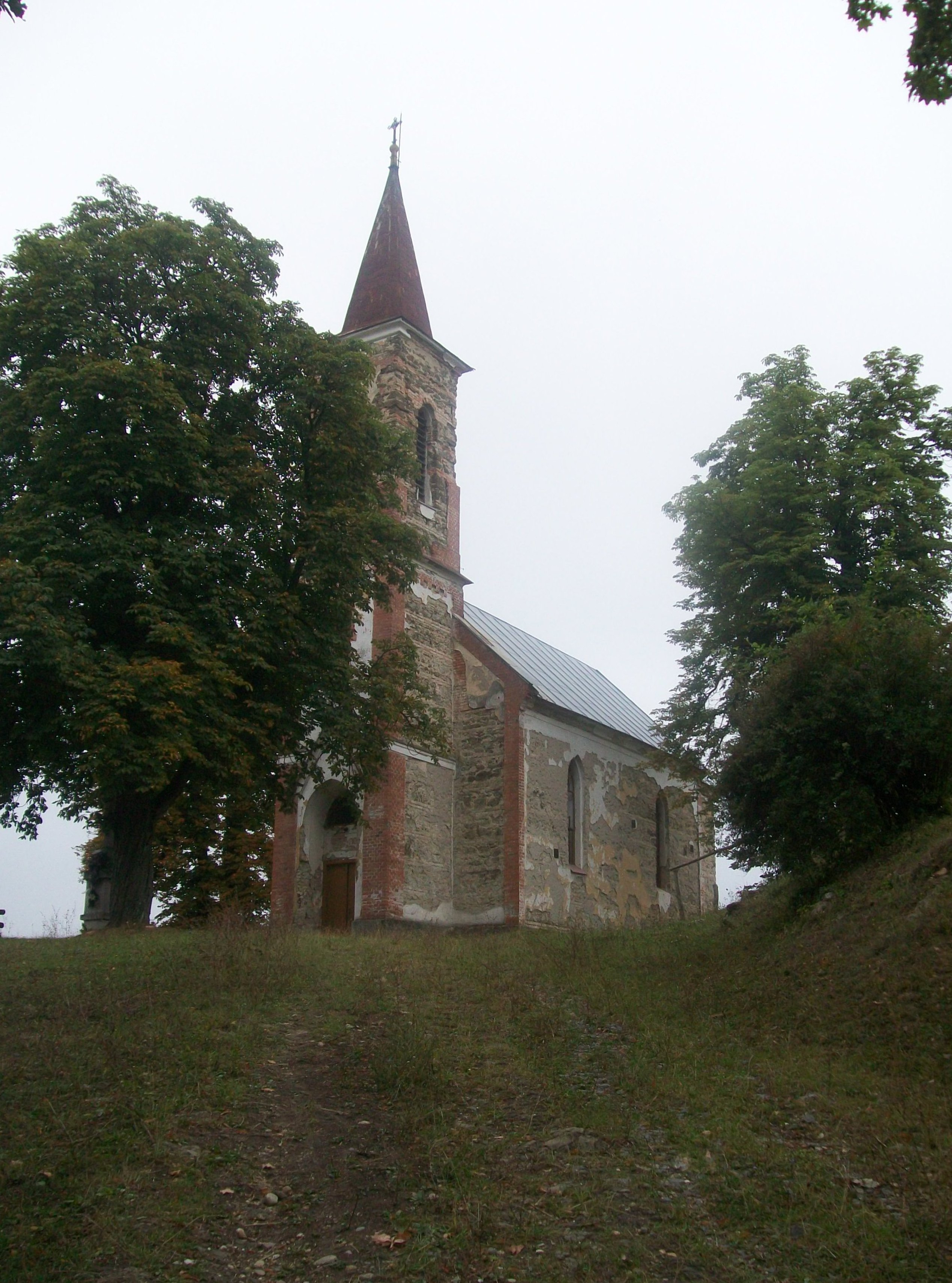
Kirche Maria Königin im Ort

Die Gemeinde befindet sich im westlichen Teil des Talkessels Lučenská kotlina, selbst eine Untereinheit der Juhoslovenská kotlina, im Tal des Baches Mašková im Einzugsgebiet des Ipeľ. Das Ortszentrum liegt auf einer Höhe von 178 m n.m. und ist 11 Kilometer von Lučenec entfernt.
Nachbargemeinden sind Halič im Norden, Panické Dravce im Osten und Veľká nad Ipľom im Süden und Westen.

## Geschichte
Jelšovec wurde zum ersten Mal 1573 als Jelsewcz schriftlich erwähnt und war zuerst Bestandteil der Herrschaft der Burg Šomoška, ab dem 17. Jahrhundert der Herrschaft von Halič. Die Familie Lossonczy besaß die Ortsgüter im Jahr 1598, gefolgt später von der Familie Forgách. 1828 zählte man 57 Häuser und 421Einwohner, die als Landwirte und Fuhrmänner beschäftigt waren.
Bis 1918/1919 gehörte der im Komitat Neograd liegende Ort zum Königreich Ungarn und kam danach zur Tschechoslowakei beziehungsweise heute Slowakei. Auf Grund des Ersten Wiener Schiedsspruchs lag er von 1938 bis 1944 noch einmal in Ungarn. Die Gemeinde wurde 1949 elektrifiziert.
Der Ortsname leitet sich von der slowakischen Bezeichnung für Erlen (slowakisch Sg. jelša) ab.

## Bevölkerung
| Jahr                | 1994 | 2004     | 2014     | 2024    |
| ------------------- | ---- | -------- | -------- | ------- |
| Anzahl der Personen | 188  | 274      | 314      | 303     |
| Unterschied         |      | +45,74 % | +14,59 % | −3,50 % |

| Jahr                | 2023 | 2024    |
| ------------------- | ---- | ------- |
| Anzahl der Personen | 315  | 303     |
| Unterschied         |      | −3,80 % |

Gemäß der Volkszählung 2011 wohnten in Jelšovec 310 Einwohner, davon 265 Slowaken, 31 Magyaren, sieben Tschechen und fünf Roma. Zwei Einwohner machten keine Angabe zur Ethnie.
246 Einwohner bekannten sich zur Römisch-katholischen Kirche, jeweils sechs Einwohner zu den christlichen Gemeinden und zu den Zeugen Jehovas, vier Einwohner zur Evangelischen Kirche A. B. und zur reformierten Kirche sowie jeweils ein Einwohner zur altkatholischen Kirche und zur evangelisch-methodistischen Kirche. 28 Einwohner waren konfessionslos und bei 13 Einwohnern wurde die Konfession nicht ermittelt.

## Bauwerke und Denkmäler
- römisch-katholische Kirche Maria Königin aus dem Jahr 1907